# ABA番組祭
ABA番組祭（エービーエーばんぐみまつり）は青森朝日放送（以降ABA）主催で毎年秋に開催しているイベント。

## 概要
ABA番組祭は2014年からねぶたの家ワラッセと西の広場を会場に開催されている自社主催の大型イベント。
2023年からは会場を青森県観光物産館アスパムと青い海公園に移して開催。
出演者は自社のアナウンサーをはじめ、番組出演者やご当地アイドル、テレビ朝日で放送されている戦隊ヒーローショーなどが行われている。
このようなテレビ放送局主催のイベントは青森県内では自社と青森放送のみとなっている。

## 開催日とテーマ
初回開催の2014年から2018年まではイベントのテーマが設けられていた。ここでは開催日とともに紹介する。

### 2014年※第1回
開催日は10月11日（土曜日）、12日（日曜日）。
テーマは「ベイエリアでハッピィ～」

### 2015年
開催日は10月10日（土曜日）、11日（日曜日）。
テーマは「きみのハッピィ、ぼくのラッキー」。なお、ハッピィ及びラッキーというタイトルは自社で製作・放送している番組名から。

### 2016年
開催日は10月8日（土曜日）、9日（日曜日）。
テーマは「ハッピィでラッキーな25周年」。この年、ABAが開局25周年だったため。

### 2017年
開催日は10月7日（土曜日）、8日（日曜日）。
テーマ設定は無かった。

### 2018年
開催日は10月6日（土曜日）、7日（日曜日）。
テーマは「もっとハッピィ！感謝を込めて」。

### 2019年
開催日は10月12日（土曜日）、13日（日曜日）。
テーマ設定はなし。

### 2020年～2022年
2020年、2021年、2022年の3年間は新型コロナウイルス感染症の影響で開催を中止・断念した。

### 2023年
4年ぶりの開催が決定。過去の開催日は10月に行われていたが今回は8月26日（土曜日）、27日（日曜日）の開催となっている。
イベント会場もこれまでのねぶたの家ワラッセから、青森県観光物産館アスパムと青い海公園を会場にこれまでの最大規模で開催予定。

## イベント出演者・参加者
前述のとおり、このイベントは自社のアナウンサーや自社番組出演者、ご当地アイドルやローカルタレントが出演しているがゲストには青森県に関係する人や話題の人、「夢はここから生放送ハッピィ」にも出演した方も参加している。

### 出演者
・夢はここから生放送ハッピィ  出演者 
あべこうじ、中村かさね（ABAアナウンサー）、藤原祐輝（ABAアナウンサー）、AKB48（Team8）、RINGOMUSUME（りんご娘）ほか
・夢はここから深夜放送ラッキー  出演者
ばーん（高坂友衣、高田千尋）、あどばるーん（小野ますのぶ、新山大）、キューティーブローンズ（先川栄藏、こさぶろう）、成田洋明、横山ひでき、坂本佳子（ABAアナウンサー）※実際の番組ではアナウンサー枠は2人で坂本のほかにもう一人出演しているが入れ替わりのため記載していない。なお、これは女性アナとは限らず、男性アナの場合も過去ある。
・ABAアナウンサー（スーパーJチャンネルABA　出演者）
出演メインキャスターは隔週である。ここでは上記番組に出演していない人物を紹介する。
稲葉千秋、木邨将太、中井友紀、服部未佳、藤原祐輝
・この他、特別出演ゲストなど

## テレビ放送について
イベント開催日の1日目（つまり土曜日）は会場からの中継で生放送番組を放送している。
放送枠はハッピィ枠ではあるが通常放送を休止して放送の扱い。通常放送時間よりも長く放送する。（2時間程度の放送）